# 搭子
搭子是基于专门场景或短期需求，结成的有限社交伙伴。搭子文化是中国2020年代开始流行的一种社交模式。人利用互联网按具体需求匹配搭子，如饭搭子、酒搭子、旅游搭子、学习搭子、健身搭子、逛展搭子、追星搭子等。
搭子文化的核心在于其低承诺和工具性导向。参与者之间的关系界限清晰，不需要深入的情感交流，且结束后可以随时解散。撮合过程经常依赖于社交媒体，平台通过算法帮助用户快速找到兴趣和需求高度匹配的临时伙伴。

## 背景
搭子文化的出现，主要是响应青年人对传统关系中的不平等、情绪勒索和心理操纵的反感，以及城市化进程中个体经历的孤独感以及对效率的追求。在大城市中，由于社会原子化，传统的社群纽带如家庭、邻里和单位的影响力减弱，个体间的联系变得松散。同时，年轻人追求"精准社交"，希望减少社交的时间成本，通过搭子快速匹配同好。此外，经济考量也推动了搭子文化的发展，如通过拼单消费和分摊成本等方式减少个人支出。

## 搭子文化与社会
搭子文化是社会原子化、网络化、去中心化趋势的一种体现和应对。在原子化社会中，它提供了一种轻量化社交方式，满足了即时、精准的社交需求，并避免了深度关系的责任与束缚。信息技术的使用使得人际关系从线下转向线上，并通过算法、兴趣社群等媒介连接。去中心化社交则体现在从传统的强关系到场景化关系的转变，搭子文化中的关系因具体需求而成立，而非固定的社会结构。
搭子文化对社会有着积极的影响，如缓解孤独感、扩大社交圈、降低体验门槛。然而，它也带来了一些争议，包括关系的功利化、过度理性化、安全风险（尤其是线下见面），以及可能加剧的社交碎片化和情感空虚问题。